# Ange Barde
Ange Barde, né le 1er février 1969 à Sanary dans le Var, est un ancien pilote automobile français, champion du monde FIA GT G3 et quintuple champion d’Europe du Ferrari Challenge.

## Carrière

### Jeunesse et débuts
Ange Barde grandit près du Circuit Paul Ricard du Castellet, puis commence sa carrière avec un titre de champion de France Michelin Junior Clio en 1991 et un titre de vice-champion de France en 2000.

### Carrière en GT
Il effectue ses premiers tours en Ferrari de course en 1997 et participe au Ferrari Challenge lors de huit saisons, couronnées par quatre titres de champion d’Europe en 2001, 2003, 2004, 2006 et un titre de champion du Monde FIA GT3 en 2005. Il participe également à deux reprises aux 24 heures du Mans, en 2003 et 2004,.
Après une pause de 12 années entre 2008 et 2020, Ange Barde retrouve le haut niveau en 2021 au volant de la F488 Challenge Evo aux côtés de Gilles Briquet. Cette reprise en compétition s’effectue en Ferrari Challenge Pirelli AM et se conclut par une troisième place en championnat du monde avec deux victoires.
En 2022, Ange Barde remporte le Ferrari Challenge Europe pour la cinquième fois.

## Entrepreneur en horlogerie
En 2010, Ange Barde fonde une marque horlogère éponyme spécialisée dans la production de séries limitées 100% fabriquées en Suisse,.